# Воробьёв, Юрий Анатольевич (борец)
Юрий Анатольевич Воробьёв (род. 9 апреля 1961, Домодедово, Московская область) — советский борец вольного стиля, чемпион и призёр чемпионатов СССР и Европы, призёр чемпионата мира, победитель и призёр Кубка мира мастер спорта СССР международного класса (1981).

## Биография
Увлёкся борьбой в 1971 году. В 1982-1990 годах входил в состав сборной команды страны. В 1990 году оставил большой спорт. Работал заместителем начальника Управления руководителя Департамента физической культуры и спорта Москвы.

## Спортивные результаты
- Чемпионат мира по борьбе среди юниоров 1979 года — ;
- Чемпионат мира по борьбе среди юниоров 1981 года — ;
- Чемпионат СССР по вольной борьбе 1981 года — ;
- Чемпионат СССР по вольной борьбе 1982 года — ;
- Вольная борьба на летней Спартакиаде народов СССР 1983 года — ;